# Euxoa incognita
Euxoa incognita là một loài bướm đêm trong họ Noctuidae.